# Wapen van Oudwoude

Wapen van Oudwoude

Het wapen van Oudwoude is het dorpswapen van het Nederlandse dorp Oudwoude, in de Friese gemeente Noardeast-Fryslân. Het wapen werd in 1976 geregistreerd.

## Beschrijving
De blazoenering van het wapen luidt als volgt:
In goud drie groene uitgerukte bomen, geplaatst 2:1.
De heraldische kleuren zijn: goud (goud) en sinopel (groen).

## Symboliek
- Bomen: verwijzen naar de plaatsnaam daar het deel "woude" duidt op een bos of broekbos. Dit maakt het tot een sprekend wapen.[2]

## Zie ook

Vlag van Oudwoude